# Montipora crassituberculata
Montipora crassituberculata är en korallart som beskrevs av Bernard 1897. Montipora crassituberculata ingår i släktet Montipora och familjen Acroporidae. IUCN kategoriserar arten globalt som sårbar. Inga underarter finns listade i Catalogue of Life.